# Бондаренко, Юрий Викторович
Юрий Викторович Бондаренко (род. 16 марта 1957, Кривой Рог, Днепропетровская область) — советский футболист, выступавший на позиции нападающего. Мастер спорта СССР (1983).

## Биография

### Клубная карьера
Воспитанник ДЮСШ «Локомотив» (Херсон). Первый тренер — В. Соколов.
Начал выступать в 1978 году в «Локомотиве». За два сезона стал игроком основного состава и лидером команды. В 1980 году перешёл в донецкий «Шахтёр». В команде провёл два сезона и, не видя особых перспектив закрепиться в основном составе, принял предложение о переходе в перволиговую «Таврию» из Симферополя, где в среднем стал забивать один гол в двух поединках. В 1983 году с 25 голами стал лучшим бомбардиром первой лиги.
Провёл два с небольшим сезона в харьковском «Металлисте».

Футболист таранного типа, мощный не особо скоростной, но с прекрасным голевым чутьём и бойцовскими качествами. Мог запросто снести несколько опекунов и забить гол. Хорошо взаимодействовал с партнёрами по команде.— 
Завершил профессиональную карьеру в 1987 году в симферопольской «Таврии», в истории которой был признан одним из лучших футболистов и вошёл в список 50 лучших игроков в истории клуба.
После завершения карьеры работал тренером в херсонском «Кристалле».

## Достижения

### Командные
- Победитель Кубка МССЖ 1983 года[4].
- Обладатель Кубка СССР 1980 года.
- Победитель Второй лиги СССР (IV зоны) 1987 года[5].
- Серебряный призёр Второй лиги СССР (IV зоны) 1986 года.

### Личные
- Лучший бомбардир Первой лиги СССР (25 голов) 1983 года.
- Включён в список 50 лучших футболистов в истории «Таврии» (Симферополь) — 31-я позиция.